# 宮島村 (富山県)
宮島村（みやじまむら）は、かつて富山県西礪波郡にあった村。

## 沿革
- 1889年（明治22年）4月1日 - 町村制の施行により、礪波郡糠子島村、二ノ滝村、下屋敷村、北屋敷村、宮中村、嶺村、屋波牧村、矢波村、岩崎村、了輪村、名ケ滝村、清原村、原牧村、別所滝村、高坂村、森屋村、菅ケ原村、久利須村及び原牧新村の区域をもって、礪波郡宮島村が発足する。
- 1896年（明治29年）3月29日 - 郡制の施行のため、礪波郡が分割して、西礪波郡が発足により、西礪波郡に所属となる。
- 1926年（大正15年） - 木造2階建ての洋館造の村役場が糠子島にて竣工[3]。
- 1953年（昭和28年）9月10日 - 西礪波郡石動町、宮島村、子撫村、南谷村、埴生村、正得村、松沢村及び荒川村が合併して、西礪波郡石動町が発足する。

## 旧・宮島村役場
木造2階建て瓦葺、下見板張り、建築面積131m2の洋館である宮島村役場は、1926年（大正15年）に竣工されたもので、石動町に合併された後は公民館として使われていたが、その後取り壊されることになったが、これを知った地元の会社役員が1986年（昭和61年）に芹川963-1番地に移築、復元し事務所、アトリエ兼自宅とした。2001年（平成13年）5月16日、旧宮島村役場を登録有形文化財にするよう当時の文部科学大臣、遠山敦子に答申し、同年10月12日に登録された。